# Robert Bosch GmbH
Robert Bosch GmbH je německá společnost, založená v roce 1886 Robertem Boschem.
Sídlem celosvětové skupiny s 421 300 zaměstnanci (stav v roce 2022) je město Gerlingen, severozápadně od Stuttgartu. Logem firmy je stylizovaná kotva elektromotoru. Skupina Bosch v současnosti zahrnuje asi 280 vedlejších firem, z toho 230 jich má své sídlo jinde než v Německu. Se základním jměním přibližně 1,2 miliardy eur je skupina Robert Bosch GmbH v současnosti největší firmou s právní formou GmbH. V Německu má skupina 80 výrobních míst a 133 400 pracovníků (stav v roce 2022, v roce 2008 to bylo 112 300 zaměstnanců).
Dodávají díly a zařízení pro automobilový průmysl, domácí spotřebiče a elektrické nářadí. Věnují se i výrobě pro stavebnictví a průmysl i zabezpečovací technice. V roce 2005 dosáhl obrat firem skupiny 41,5 miliardy eur, v roce 2015 již 70 607 miliard eur. V roce 2022 bylo dosaženo celosvětového obratu 88,2 miliardy EUR. Významnou roli hraje výzkum a vývoj nových technologií (v roce 2005 na vývoj firma věnovala 3,1 miliardy eur).
V roce 2004 byla Robert Bosch GmbH sedmnáctou společností v žebříčku Top 20 Patent Winners v USA s 907 novými patenty. Bosch si za svou dlouholetou existenci získal renomé společnosti vyrábějící produkty nejvyšší kvality, cenou sice mírně převyšující konkurenční, ale výrobky s maximálními výkony a životností.[zdroj⁠?!]

## Vlastníci
Struktura firmy Robert Bosch GmbH, zahrnující plně podřízené pobočky (například Robert Bosch Corp. v Severní Americe), je neobvyklá jak svou velikostí, tak i tím, že se jedná o soukromou společnost, ve které je většina akcií ve vlastnictví neziskové nadace.
Většina produkovaného zisku je tak kapitalizována v zájmu budoucího trvalého rozvoje a růstu a výnosy z akcií pro akcionáře jsou věnovány na humanitární účely.[zdroj⁠?!]

Struktura Robert Bosch GmbH

„Nadace Roberta Bosche“ (Robert Bosch Stiftung) drží 94 % akcií společnosti, ale nemá žádné hlasovací právo. „Robert Bosch Industrietreuhand KG“ (Průmyslový svaz Robert Bosch), komanditní společnost bývalých členů managementu a dalších významných průmyslníků (například Jürgen Hambrecht, předseda představenstva firmy BASF, nebo Hans Peter Stihl), má 93 % procent hlasů, ale téměř žádné akcie. Zbývající podíl hlasů je v držení potomků zakladatele společnosti, Roberta Bosche. Dozorčí rada má dvacet členů.
Například v roce 2004 činil čistý zisk společnosti 2,1 miliardy dolarů, ale jen 78 miliónů připadlo jako dividendy akcionářům (72 nadaci a 6 rodině Bosch). Zbylých 96 procent zisku bylo zpětně investováno do rozvoje společnosti. Do oblasti vývoje v hlavním oboru – automobilovém průmyslu společnost investuje devět procent zisku; dvojnásobně víc než je v oboru obvyklé.
Dle údajů zveřejněných v roce 2004 v časopise Manager-Magazin je jmění rodiny Bosch odhadováno na 3,1 mld. eur. Tímto se rodina zakladatele společnosti řadí na 23. místo nejbohatších německých rodin.
Významnými manažery této společnosti byli Hans Lutz Merkle (výkonný ředitel od roku 1963 do roku 1984) a Hermann Scholl (výkonný ředitel od roku 1993 do roku 2001, který se stal v roce 2003 předsedou Robert Bosch Industrietreuhand KG).

## Struktura společnosti
Bosch v roce 2022 zaměstnával v 60 zemích světa 421 300 lidí. V Německu má skupina 80 výrobních závodů a téměř 133 400 zaměstnanců (2022). 
V Severní Americe to bylo 23 000 (17 000 v USA, 5500 v Mexiku a 590 v Kanadě) rok 2015. Výzkumné centrum skupiny se nachází v kalifornském Palo Alto při Univerzitě ve Stanfordu. Další čtyři výrobní závody se nacházejí v Mexiku a v Brazílii.
Plně podřízené pobočky jsou v těchto státech: (2015)
- Indie (15 250 zaměstnanců)
- Brazílie (14 190)
- Čína (12 370)
- Francie (9 720)
- Česko (8690)
- Japonsko (8130)
- Španělsko (7950)
- Turecko (6700)
- Maďarsko (6280)
- Itálie (5160)
- Velká Británie (4920)
- Portugalsko (3940)
- Nizozemsko (3320)
- Švýcarsko (2780)
- Malajsie (2220)
- Rakousko (2140)
- Belgie (2040)
- Jižní Korea (2000)
- Rusko (1730)
- Austrálie (1700)
- Polsko (1640)
- Švédsko (1230)
- Jižní Afrika (1010)
- Tunisko (770)

a další země. 

### Automobilový průmysl
Robert Bosch pro zapalování zážehových motorů použil magneto a vyvinul tak první spolehlivý systém zapalování. Dalším významným vynálezem byl o mnoho let později systém ABS. Později se Bosch stal vedoucím výrobcem technologií systémů pro kontrolu trakce a stability TCS a ESP. Zabývá se i výrobou elektrické výbavy vozidel, jako jsou zamykání, ovládání oken, dveří a sedadel, i senzory pro palivová čerpadla a kompletní čerpadla a vstřikovací jednotky. Bosch je ale také dodavatelem zapalovacích svíček, stěračů, větráků chladičů a dalších technologicky méně náročných dílů.
V roce 2004 se skupina Bosch poprvé stala subdodavatelem automobilového průmyslu s největším obratem na světě. V roce 2005 dosáhl Bosch v segmentu automobilového průmyslu (jako největší oblasti svého podnikání) obratu 26 miliard eur, což představovalo 61,9 % celkového obratu této společnosti. Segment automobilového průmyslu je dále rozčleněn do jednotlivých obchodních oblastí (divizí):
- DS – Diesel Systems (dieselové systémy) – elektronické řízení vznětových motorů (EDC), řídicí systémy sání motoru a vstřiku paliva.
- GS – Gasoline Systems (benzínové systémy) – řízení zážehových motorů, zapalování, vedení paliva, spoje a konektory, hybridní technika.
- DGS – Diesel and Gasoline Systems (dieselové a benzínové systémy) – výroba vstřikovacích zařízení, jednotek řízení motoru a zařízení určených pro snižování množství škodlivin ve výfukových plynech.
- CC – Chassis Systems Control (systémy pro kontrolu trakce a stability) – výroba např. ABS, ESP.
- CB – Chassis Systems Brakes (brzdové systémy) – např. brzdy, posilovače brzd.
- SG – Starter Motors and Generators (startéry a generátory).
- ED – Electrical Drives (mechatronické komponenty).
- CM – Car Multimedia (multimediální automobilová technika).
- AE – Automotive Electronics (automobilová elektronika) – elektronické řídící jednotky, polovodiče a snímače.
- AA – Automotive Aftermarket (autopříslušenství) – náhradní díly, koncept franšízy pro nezávislé opravny: Bosch Service, od roku 2009 také koncept AutoCrew převzatý od společnosti ZF; obchodní oblast AA dosáhla v roce 2007 se svými 5000 zaměstnanci obratu 3,5 mld. eur.

Bosch byl dlouhou dobu největším celosvětovým dodavatelem automobilového průmyslu v oblastech elektroniky a mechatroniky. V roce 2012 celkově klesl na třetí místo za firmami Denso a Continental Automotive. V roce 2015 se firma vrátila na první místo. Výroba pro automobilový průmysl v roce 2015 tvořila 59 % celkového obratu skupiny Bosch.

### Průmyslové technologie
Pobočka Bosch Rexroth AG je dodavatelem technologií a vybavení pro průmysl. Tato divize dodává technologické vybavení továren pro řízení, kontrolu i přepravu.
V tomto oboru tvoří jádro automatizace provozů a hydraulické pohony. Divize balicích technologií zahrnuje plánování, design, výrobu a instalaci balicích linek pro výrobce potravinářského zboží. V tomto oboru je Bosch také největším dodavatelem.

### Spotřební zboží a elektrické nářadí

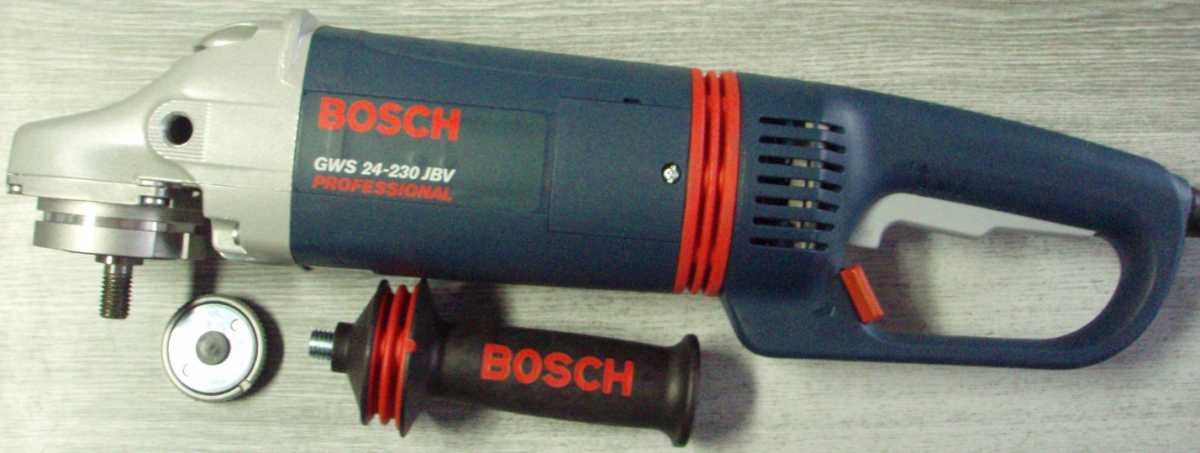
Úhlová bruska Bosch

Divize domácích spotřebičů a elektrického nářadí se na celkovém obratu podílí téměř 24 procenty (2005). Bosch se v oblasti domácích elektrických spotřebičů spojil s firmou Siemens. Společnosti vytvořily společný podnik (joint venture) BSH Bosch und Siemens Hausgeräte GmbH (každá s podílem 50 %), jenž je celosvětově třetím největším výrobcem v tomto segmentu. BSH je v Německu a západní Evropě vedoucím výrobcem na trhu. Portfólio značek zahrnuje hlavní Bosch a Siemens, menší Gaggenau, Neff, Thermador, Constructa, a ufesa a šest dalších regionálních značek. Bosch také pod značkou Blaupunkt dodává systémy zabezpečení domácností, kanceláří a automobilů a autorádia. Divize Junkers se zabývá výrobou ohřívačů vody a topných spotřebičů a i v této oblasti tak Bosch patří k největším výrobcům v Evropě.

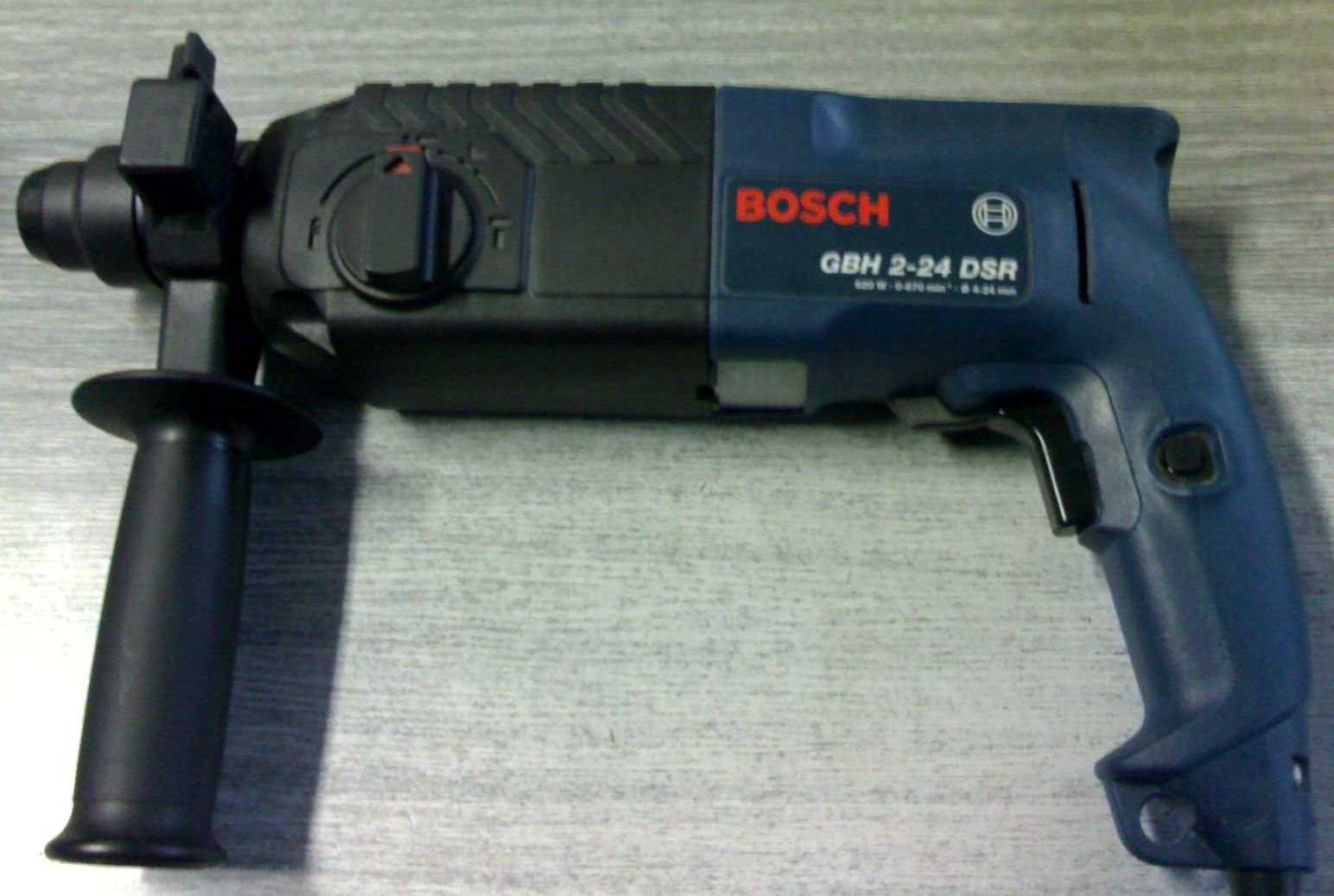
Pneumatické kladivo SDS plus

V oblasti elektrického nářadí Bosch vyrábí pod svou vlastní značkou a převzal i původní firmy jako například Skil a Dremel. Produkci tvoří nářadí a stroje pro průmysl a stavebnictví, vysokofrekvenční nářadí i nářadí pro kutily a zahradní techniku (britská firma Atco-Qualcast).

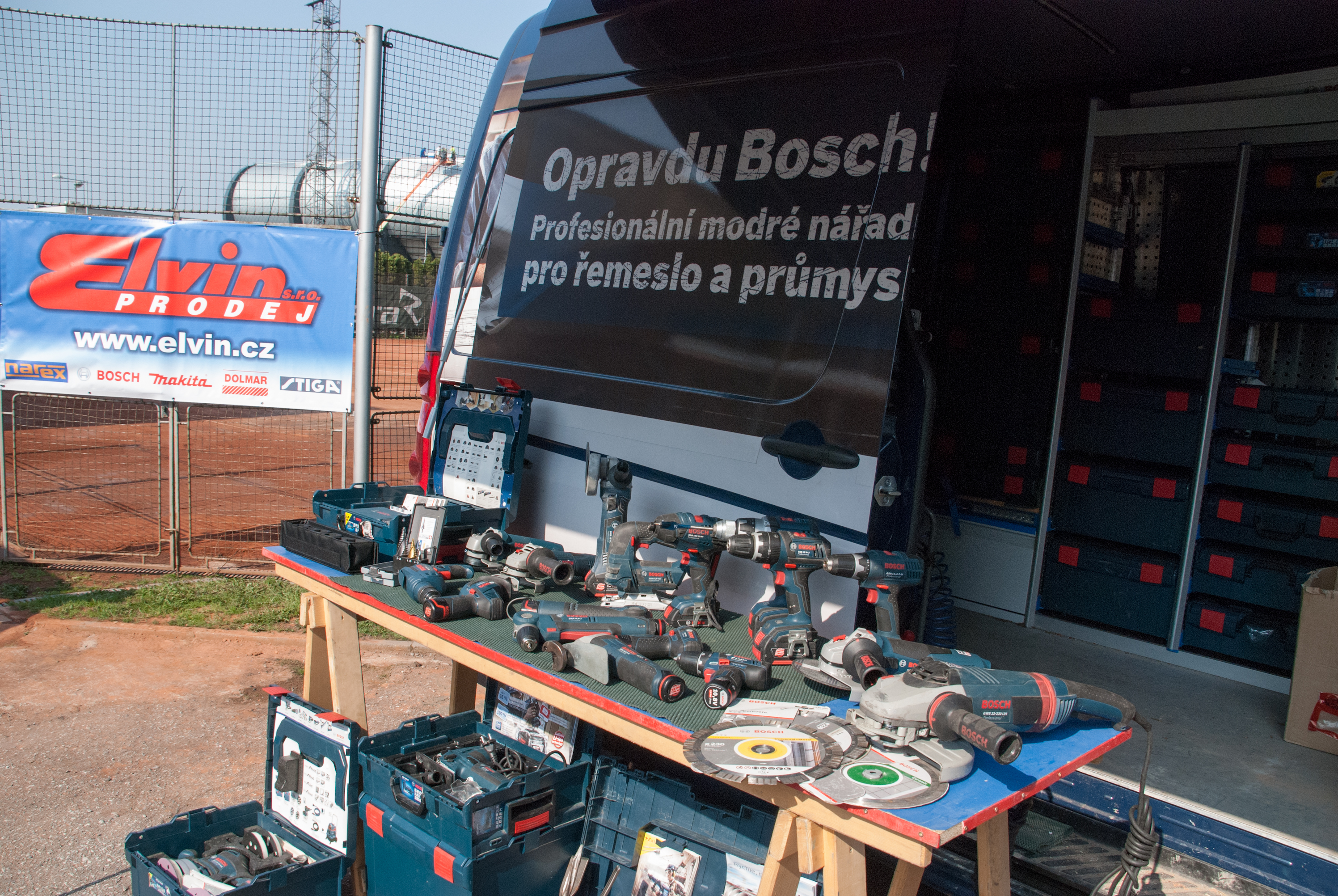
Mobilní stánek Bosch - Ukázka produktů.

Vyrábí i širokou škálu příslušenství k elektronářadí, jako například vrtáky, vrtací korunky (německá společnost Hawera), pilové listy (švýcarská firma Scintilla), diamantové kotouče a brusivo. I v této oblasti společnost vyvíjí nová řešení, v roce 1970 to byl systém SDS Max, v roce 1975 SDS Plus. V roce 2003 se divize Elektrické nářadí stala prvním výrobcem akumulátorových šroubováků s technologií Li-Ion (aku šroubovák IXO). IXO se stal v roce 2004 nejprodávanějším modelem nářadí v Evropě. Od této doby technologií Li-Ion vybavuje všechny druhy akumulátorového nářadí. Začátkem roku 2007 uvedla firma na trh i zahradní sekačky s články Li-Ion.

### Historie

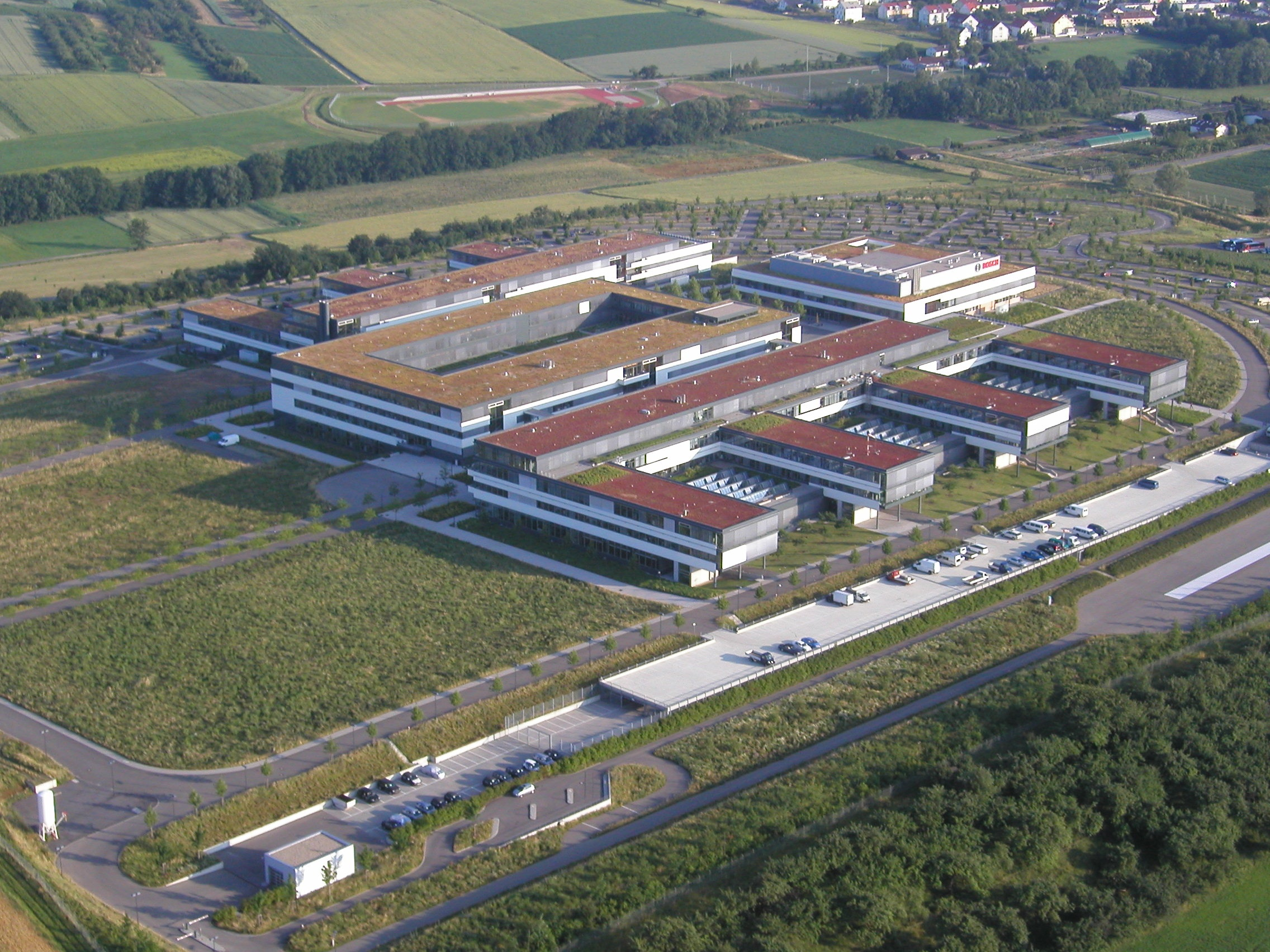
Nové vývojové centrum v Abstattu

| 1886 | Založena Dílna pro jemnou mechaniku a elektrotechniku, Stuttgart (15. listopad)                                                                                        |
| 1887 | První nízkonapěťové magneto pro stacionární motory |
| 1897 | První nízkonapěťové magneto pro motocyklové motory |
| 1901 | Založení továrny ve Stuttgartu |
| 1906 | Vyrobeno 100 000. magneto zapalování |
| 1906 | Zavedena osmihodinová pracovní doba |
| 1910 | Otevření továrny ve Stuttgartu-Feuerbachu |
| 1913 | Začátek výroby reflektorů |
| 1919 | První vydání zaměstnaneckého periodika Bosch-Zünder |
| 1926 | Začátek výroby automobilových stěračů |
| 1927 | První vstřikovací jednotka pro naftové motory |
| 1932 | Vznik společnosti Junkers |
| 1932 | První elektrická vrtačka Bosch |
| 1932 | První autorádio Blaupunkt |
| 1936 | Vyrobena první vstřikovací čerpadla pro osobní automobily, (Mercedes-Benz 260D)                                                                                        |
| 1942 | Úmrtí zakladatele firmy – Roberta Bosche (12. březen) |
| 1964 | Založení Nadace Roberta Bosche, sídlící od roku 1984 ve stuttgartské vile Roberta Bosche                                                                               |
| 1965 | Továrna skupiny Bosch ve Worcesteru v Anglii |
| 1970 | Sídlo společnosti se přesouvá do Gerlingenu |
| 1976 | První Lambda sonda |
| 1978 | První systém ABS na světě |
| 1979 | První elektronická řídící jednotka (Motronic) |
| 1986 | Traction control system (TCS) |
| 1995 | První elektronický stabilizační program (ESP) |
| 1995 | Bosch přebírá firmu Hawera |
| 1997 | Přímé vstřikování paliva Common rail |
| 2000 | DI-Motronic systém přímého vstřikování |
| 2001 | Elektrodynamická brzda (EHB) |
| 2003 | Převzetí firmy Buderus |
| 2003 | Digitální autorádio s MP3 přehrávačem |
| 2004 | Třetí generace vstřikování Common-rail s piezo tryskami |
| 2004 | Bosch otevřel nové technologické centrum v Heilbronnu-Abstattu |
| 2006 | Bosch převzal Telex Communications, výrobce audio příslušenství. |
| 2009 | Bosch převzal společnost Solar Energy AG, výrobce solární techniky |
| 2014 | Bosch získal 50 % podíl v domácích spotřebičích Bosch-Siemens |
| 2017 | Prodej dceřiné společnosti SEG Automotive Germany GmbH společnostem ZMJ (Zhengzhou Coal Mining Machinery Group Co.,Ltd.) a CRCI (China Renaissance Capital Investment) |
| 2020 | Založení dceřiné společnosti Bosch Climate Solutions, zaměřená na ochranu klimatu                                                                                      |
| 2021 | Otevření nové továrny na výrobu polovodičů v Drážďanech |

### Důležité společnosti skupiny v Německu
- Beissbarth GmbH (100 %)
- Blaupunkt GmbH (100 %) (do konce roku 2008, nyní dceřiná společnost Aurelius AG)
- Robert Bosch Car Multimedia GmbH (100 %) (od počátku roku 2008 právní nástupce společnosti Blaupunkt GmbH – pro oblasti, zůstávající součástí Bosch)
- Bosch Sensortec GmbH (100 %)
- Bosch Engineering GmbH (100 %)
- Bosch Emission Systems GmbH & Co. KG; společný podnik s Deutz AG a Eberspächer GmbH & Co. KG
- Bosch Rexroth AG (100 %)
- BSH Bosch und Siemens Hausgeräte GmbH (50 %)
- Bosch Sicherheitssysteme GmbH (100 %)
- Bosch Sicherheitssysteme Montage und Service GmbH (100 %)
- Bosch Thermotechnik GmbH (100 %) (viz Junkers, Buderus a Loos International)
- ETAS GmbH (100 %)
- Bosch Automotive Steering GmbH (dříve ZF Lenksysteme GmbH)
- AIG Planungs- und Ingenieurgesellschaft mbH (100 %)
- Hawera Probst GmbH (100 %)
- Bosch Mahle Turbo Systems GmbH & Co. KG (50 %); společný podnik s Mahle GmbH
- SB LiMotive Co. Ltd. (50 %); společný podnik se Samsung SDI
- Bosch Solar Energy AG (100 %), do 09/2009 Ersol Solar Energy AG (96,89 %)
- Robert Bosch Healthcare GmbH (100 %)
- Innovations Software Technology GmbH (100 %)

### Výrobní závody skupiny Bosch v Česku
- Bosch Powertrain s.r.o. – Jihlava
- Robert Bosch s.r.o. – České Budějovice
- Bosch Rexroth s.r.o. – Brno
- Bosch Termotechnika s.r.o. (bývalý Dakon s.r.o.) – Krnov